# خوسيه رامون كانتيرو إلفيرا
خوسيه رامون كانتيرو إلفيرا (بالإسبانية: Jose Ramon Cantero Elvira)‏ هو سباح إسباني، ولد في 6 أغسطس 1993 في مدريد في إسبانيا.